# Nasmyth, Gaskell and Company
Nasmyth, Gaskell and Company, originalmente denominada Fundição Bridgewater Foundry (em inglês: The Bridgewater Foundry), especializada na fabricação de máquinas ferramenta e locomotivas.
Localizada no distrito de Patricroft, em Salford, Inglaterra, próximo à ferrovia Liverpool - Manchester, o canal Bridgewater e o  canal Manchester Ship. A companhia foi fundada em 1836 e dissolvida em 1940.

## Nasmyth

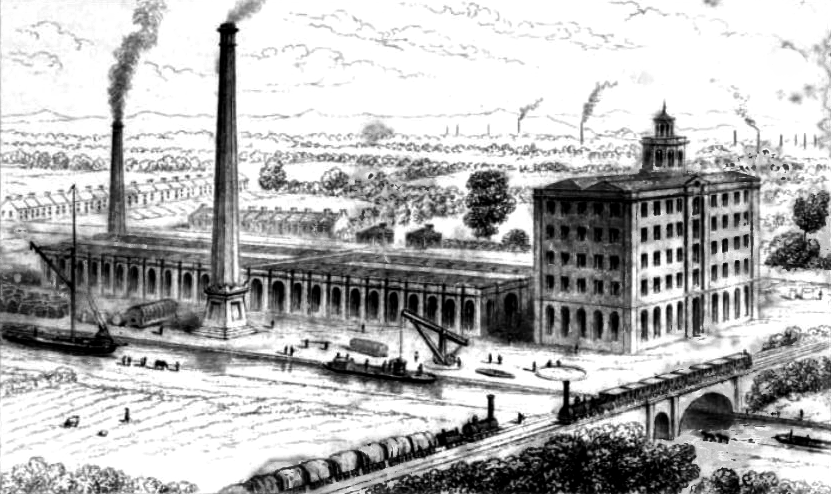
A ferrovia e o canal Bridgewater rentes à Fundição Bridgewater, em gravura de 1839

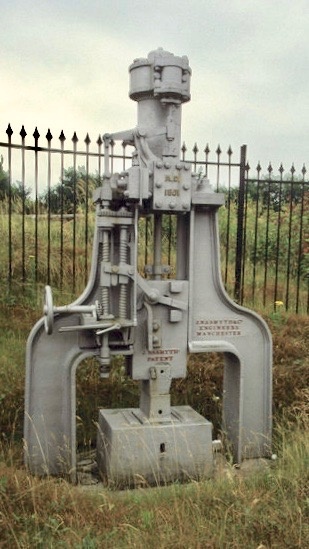
Um martelo de uma Nasmyth a vapor, no local da antiga fundição

A companhia foi fundada em 1836 por James Nasmyth e Holbrook Gaskell. Nasmyth tinha sido empregado na oficina de Henry Maudslay em Lambeth, um distrito de Londres, e seu interesse era principalmente, mas não somente, máquinas ferramenta especializadas. 

## Expansão
Em 1850 o nome da empresa foi mudado para James Nasmyth and Company, então em 1857 para Patricroft Ironworks. Em 1867 Robert Wilson e Henry Garnett tornaram-se os principais sócios e o nome da empresa mudou novamente para Nasmyth, Wilson and Company.
A partir de aproximadamente 1873 a demanda por locomotivas do exterior ultramarino aumentou. Até 1938 mais de 1 650 locomotivas foram construídas, sendo mais de mil destas destinadas à exportação.